# Bündtlisried
Das Gebiet Bündtlisried ist ein mit Verordnung vom 20. Februar 1986 ausgewiesenes Naturschutzgebiet (NSG-Nummer 3.155) im baden-württembergischen Landkreis Konstanz in Deutschland.

## Lage
Das rund 15 Hektar große Naturschutzgebiet „Bündtlisried“ gehört naturräumlich zum Hegau. Es liegt etwa 2,8 Kilometer nordwestlich der Allensbacher Ortsmitte, auf einer durchschnittlichen Höhe von 448 m ü. NHN.
Es wird nach Südosten hin vom Bündlisriedgraben entwässert, der im nah benachbarten Fischerweihermoor in den Kaltbrunner Bach mündet und anschließend über den dortigen Mühlbach in Allensbach in den Gnadensee genannten Teil des Bodensees entwässert.

## Schutzzweck
Wesentlicher Schutzzweck ist die Erhaltung eines typischen, zum Teil noch intakten Verlandungsmoors mit einem Mosaik von Kleinbiotopen, die auf verschiedene Standortfaktoren und menschliche Eingriffe zurückzuführen sind und einer Vielzahl von Pflanzengesellschaften und charakteristischer Tierwelt Lebensraum bieten.

## Flora und Fauna
Folgende seltene und teils vom Aussterben bedrohte Pflanzen- und Tierarten (Auswahl) wurden im Naturschutzgebiet erfasst:

### Flora
Binsenschneide, Breitblättriges Wollgras, Davalls Segge, Draht-Segge, Faden-Segge, Fieberklee, Fleischfarbenes Knabenkraut, Geflecktes Knabenkraut, Glanzstendel, Herzblatt, Mücken-Händelwurz, Schwalbenwurz-Enzian, Schwarzes Kopfried, Schwarzschopf-Segge, Stumpfblütige Binse, Sumpf-Stendelwurz, Traunsteiners Knabenkraut und Weiße Seerose

### Fauna
- Amphibien (Amphibia) oder Lurche
  - Erdkröte (Bufo bufo)
  - Europäischer Laubfrosch (Hyla arborea)
  - Springfrosch (Rana dalmatina)
- Insekten (Insecta), auch Kerbtiere oder Kerfe
  - Heuschrecken (Orthoptera)
    - Sumpfschrecke (Mecostethus grossus)

  - Libellen (Odonata)
    - Blaugrüne Mosaikjungfer (Aeshna cyanea)
    - Blutrote Heidelibelle (Sympetrum sanguineum)
    - Gefleckte Smaragdlibelle (Somatochlora flavomaculata)
    - Schwarze Heidelibelle (Sympetrum danae)
    - Sibirische Winterlibelle (Sympecma paedisca)
    - Torf-Mosaikjungfer (Aeshna juncea)

  - Schmetterlinge (Lepidoptera) oder Falter
    - Blaukernauge (Minois dryas)
    - Rostfarbiger Dickkopffalter (Ochlodes venatus)
    - Schwalbenschwanz (Papilio machaon)
- Reptilien (Reptilia) oder Kriechtiere
  - Ringelnatter (Natrix natrix)
- Vögel (Aves)
  - Baumfalke (Falco subbuteo)
  - Bekassine (Gallinago gallinago)
  - Feldschwirl (Locustella naevia)
  - Fitis (Phylloscopus trochilus)
  - Rohrammer (Emberiza schoeniclus)
  - Teichrohrsänger (Acrocephalus scirpaceus)
  - Wasserralle (Rallus aquaticus)

## Zusammenhang mit anderen Schutzgebieten
Mit dem Naturschutzgebiet „Bündtlisried“ sind das Landschaftsschutzgebiet „Bodanrück“ (3.35.009), das FFH-Gebiet „Bodanrück und westl. Bodensee“ (DE-8220-341) sowie das Vogelschutzgebiet „Bodanrück“ (DE-8220-402) als zusammenhängende Schutzgebiete ausgewiesen.